# Ronde van Frankrijk 2021
De 108e editie van de Ronde van Frankrijk werd gereden van 26 juni tot en met 18 juli 2021. De start werd een week vervroegd waardoor de renners die in deze ronde reden ook de Olympische wegwedstrijd konden rijden in Tokio.

## Tourstart
De start van de Ronde van Frankrijk was aanvankelijk gepland in Kopenhagen, Denemarken. Het zou voor Kopenhagen de eerste keer zijn dat het als startplaats van de Ronde van Frankrijk zou fungeren; tevens zou het de noordelijkste plaats zijn waar de Ronde ooit startte. Door het verplaatste Europees kampioenschap voetbal dat eveneens in 2021 in Kopenhagen zou plaatsvinden, werd besloten om de Grand Départ in Denemarken te verschuiven naar 2022. De organisatie vond met Brest een nieuwe plaats die de start van de Ronde van Frankrijk wou ontvangen. De eerste vier etappes vonden plaats in de regio rondom Brest, Bretagne.

## Deelnemende ploegen
Er namen 23 ploegen deel, de negentien World Tour-ploegen plus Alpecin-Fenix, het winnende team van de UCI ProSeries in 2020 en de Franse teams Arkéa-Samsic, B&B Hotels p/b KTM en Team TotalEnergies dat voor het eerst onder de nieuwe naam uitkwam, ditzelfde gold voor de World Tour-ploeg Team Qhubeka NextHash.

## Favorieten
Voorafgaand aan de race werden de Sloveense nummers 1 en 2 van de voorgaande Ronde, Tadej Pogačar en Primož Roglič, en Geraint Thomas, winnaar in 2018 en tweede in 2019, als de grootste favorieten gerekend. Een vierde naam die veel genoemd werd is die van Richard Carapaz, winnaar van de Ronde van Italië 2019 en ploeggenoot van Thomas bij INEOS Grenadiers.

## Etappe-overzicht
| Datum   | Etappe             | Start – finish                            | Afstand (km)       | Type                | Winnaar              | Ploeg                 | Klassementsleider    |
| ------- | ------------------ | ----------------------------------------- | ------------------ | ------------------- | -------------------- | --------------------- | -------------------- |
| 26 juni | 1                  | Brest – Landerneau                        | 197,8              | Heuvelrit           | Julian Alaphilippe   | Deceuninck–Quick-Step | Julian Alaphilippe   |
| 27 juni | 2                  | Perros-Guirec – Mûr-de-Bretagne           | 183,5              | Heuvelrit           | Mathieu van der Poel | Alpecin-Fenix         | Mathieu van der Poel |
| 28 juni | 3                  | Lorient – Pontivy                         | 182,9              | Vlakke rit          | Tim Merlier          | Alpecin-Fenix         | Mathieu van der Poel |
| 29 juni | 4                  | Redon – Fougères                          | 150,4              | Vlakke rit          | Mark Cavendish       | Deceuninck–Quick-Step | Mathieu van der Poel |
| 30 juni | 5                  | Changé – Laval                            | 27,2               | Individuele tijdrit | Tadej Pogačar        | UAE Team Emirates     | Mathieu van der Poel |
| 1 juli  | 6                  | Tours – Châteauroux                       | 160,4              | Vlakke rit          | Mark Cavendish       | Deceuninck–Quick-Step | Mathieu van der Poel |
| 2 juli  | 7                  | Vierzon – Le Creusot                      | 249,1              | Heuvelrit           | Matej Mohorič        | Bahrain-Victorious    | Mathieu van der Poel |
| 3 juli  | 8                  | Oyonnax – Le Grand-Bornand                | 150,8              | Bergrit             | Dylan Teuns          | Bahrain-Victorious    | Tadej Pogačar        |
| 4 juli  | 9                  | Cluses – Tignes                           | 144,9              | Bergrit             | Ben O'Connor         | AG2R-Citroën          | Tadej Pogačar        |
| 5 juli  | Rustdag in Tignes  | Rustdag in Tignes                         | Rustdag in Tignes  | Rustdag in Tignes   | Rustdag in Tignes    | Rustdag in Tignes     | Rustdag in Tignes    |
| 6 juli  | 10                 | Albertville – Valence                     | 190,7              | Vlakke rit          | Mark Cavendish       | Deceuninck–Quick-Step | Tadej Pogačar        |
| 7 juli  | 11                 | Sorgues – Malaucène                       | 198,9              | Bergrit             | Wout van Aert        | Team Jumbo-Visma      | Tadej Pogačar        |
| 8 juli  | 12                 | Saint-Paul-Trois-Châteaux – Nîmes         | 159,4              | Vlakke rit          | Nils Politt          | BORA-hansgrohe        | Tadej Pogačar        |
| 9 juli  | 13                 | Nîmes – Carcassonne                       | 219,9              | Vlakke rit          | Mark Cavendish       | Deceuninck–Quick-Step | Tadej Pogačar        |
| 10 juli | 14                 | Carcassonne – Quillan                     | 183,7              | Heuvelrit           | Bauke Mollema        | Trek-Segafredo        | Tadej Pogačar        |
| 11 juli | 15                 | Céret – Andorra la Vella                  | 191,3              | Bergrit             | Sepp Kuss            | Team Jumbo-Visma      | Tadej Pogačar        |
| 12 juli | Rustdag in Andorra | Rustdag in Andorra                        | Rustdag in Andorra | Rustdag in Andorra  | Rustdag in Andorra   | Rustdag in Andorra    | Rustdag in Andorra   |
| 13 juli | 16                 | El Pas de la Casa – Saint-Gaudens         | 169,0              | Heuvelrit           | Patrick Konrad       | BORA-hansgrohe        | Tadej Pogačar        |
| 14 juli | 17                 | Muret – Saint-Lary-Soulan (Col du Portet) | 178,4              | Bergrit             | Tadej Pogačar        | UAE Team Emirates     | Tadej Pogačar        |
| 15 juli | 18                 | Pau – Luz-Ardiden                         | 129,7              | Bergrit             | Tadej Pogačar        | UAE Team Emirates     | Tadej Pogačar        |
| 16 juli | 19                 | Mourenx – Libourne                        | 207,0              | Vlakke rit          | Matej Mohorič        | Bahrain-Victorious    | Tadej Pogačar        |
| 17 juli | 20                 | Libourne – Saint-Émilion                  | 30,8               | Individuele tijdrit | Wout van Aert        | Team Jumbo-Visma      | Tadej Pogačar        |
| 18 juli | 21                 | Chatou – Parijs (Champs Élysées)          | 108,4              | Vlakke rit          | Wout van Aert        | Team Jumbo-Visma      | Tadej Pogačar        |

## Klassementsleiders na elke etappe
| Etappe 0       | Algemeen klassement  | Puntenklassement     | Bergklassement         | Jongerenklassement | Ploegenklassement  | Strijdlust        |
| -------------- | -------------------- | -------------------- | ---------------------- | ------------------ | ------------------ | ----------------- |
| 1              | Julian Alaphilippe   | Julian Alaphilippe 1 | Ide Schelling          | Tadej Pogačar 3    | Team Jumbo-Visma   | Ide Schelling     |
| 2              | Mathieu van der Poel | Julian Alaphilippe 1 | Mathieu van der Poel 2 | Tadej Pogačar 3    | Team Jumbo-Visma   | Edward Theuns     |
| 3              | Mathieu van der Poel | Julian Alaphilippe 1 | Ide Schelling          | Tadej Pogačar 3    | Bahrain-Victorious | Michael Schär     |
| 4              | Mathieu van der Poel | Mark Cavendish       | Ide Schelling          | Tadej Pogačar 3    | Bahrain-Victorious | Brent Van Moer    |
| 5              | Mathieu van der Poel | Mark Cavendish       | Ide Schelling          | Tadej Pogačar 3    | Team Jumbo-Visma   | niet uitgereikt   |
| 6              | Mathieu van der Poel | Mark Cavendish       | Ide Schelling          | Tadej Pogačar 3    | Team Jumbo-Visma   | Greg Van Avermaet |
| 7              | Mathieu van der Poel | Mark Cavendish       | Matej Mohorič          | Tadej Pogačar 3    | Team Jumbo-Visma   | Matej Mohorič     |
| 8              | Tadej Pogačar        | Mark Cavendish       | Wout Poels             | Tadej Pogačar 3    | Bahrain-Victorious | Wout Poels        |
| 9              | Tadej Pogačar        | Mark Cavendish       | Nairo Quintana         | Tadej Pogačar 3    | Bahrain-Victorious | Ben O'Connor      |
| 10             | Tadej Pogačar        | Mark Cavendish       | Nairo Quintana         | Tadej Pogačar 3    | Bahrain-Victorious | Hugo Houle        |
| 11             | Tadej Pogačar        | Mark Cavendish       | Nairo Quintana         | Tadej Pogačar 3    | Bahrain-Victorious | Kenny Elissonde   |
| 12             | Tadej Pogačar        | Mark Cavendish       | Nairo Quintana         | Tadej Pogačar 3    | Bahrain-Victorious | Nils Politt       |
| 13             | Tadej Pogačar        | Mark Cavendish       | Nairo Quintana         | Tadej Pogačar 3    | Bahrain-Victorious | Quentin Pacher    |
| 14             | Tadej Pogačar        | Mark Cavendish       | Michael Woods          | Tadej Pogačar 3    | Bahrain-Victorious | Bauke Mollema     |
| 15             | Tadej Pogačar        | Mark Cavendish       | Wout Poels             | Tadej Pogačar 3    | Bahrain-Victorious | Wout van Aert     |
| 16             | Tadej Pogačar        | Mark Cavendish       | Wout Poels             | Tadej Pogačar 3    | Bahrain-Victorious | Patrick Konrad    |
| 17             | Tadej Pogačar        | Mark Cavendish       | Wout Poels             | Tadej Pogačar 3    | Bahrain-Victorious | Anthony Perez     |
| 18             | Tadej Pogačar        | Mark Cavendish       | Tadej Pogačar 4        | Tadej Pogačar 3    | Bahrain-Victorious | David Gaudu       |
| 19             | Tadej Pogačar        | Mark Cavendish       | Tadej Pogačar 4        | Tadej Pogačar 3    | Bahrain-Victorious | Matej Mohorič     |
| 20             | Tadej Pogačar        | Mark Cavendish       | Tadej Pogačar 4        | Tadej Pogačar 3    | Bahrain-Victorious | niet uitgereikt   |
| 21             | Tadej Pogačar        | Mark Cavendish       | Tadej Pogačar 4        | Tadej Pogačar 3    | Bahrain-Victorious | niet uitgereikt   |
| Eindklassement | Tadej Pogačar        | Mark Cavendish       | Tadej Pogačar          | Tadej Pogačar      | Bahrain-Victorious | Franck Bonnamour  |

- 1 De groene trui werd in de tweede etappe gedragen door Michael Matthews, tweede in het puntenklassement na geletruidrager Julian Alaphilippe.
- 2 De bolletjestrui werd in de derde etappe gedragen door Ide Schelling, tweede in het bergklassement na geletruidrager Mathieu van der Poel.
- 3 De witte trui werd in de negende tot en met de eenentwintigste etappe gedragen door Jonas Vingegaard, tweede in het jongerenklassement na geletruidrager Tadej Pogačar.
- 4 De bolletjestrui werd in de negentiende tot en met de eenentwintigste etappe gedragen door Wout Poels, tweede in het bergklassement na geletruidrager Tadej Pogačar.

## Eindklassementen

### Algemeen klassement
| Plaats    | Naam              | Ploeg               | Tijd      |
| --------- | ----------------- | ------------------- | --------- |
| Gele trui | Tadej Pogačar     | UAE Team Emirates   | 82u56'36" |
| 2         | Jonas Vingegaard  | Team Jumbo-Visma    | + 5'20"   |
| 3         | Richard Carapaz   | INEOS Grenadiers    | + 7'03"   |
| 4         | Ben O'Connor      | AG2R-Citroën        | + 10'02"  |
| 5         | Wilco Kelderman   | BORA-hansgrohe      | + 10'13"  |
| 6         | Enric Mas         | Movistar Team       | + 11'43"  |
| 7         | Aleksej Loetsenko | Astana-Premier Tech | + 12'23"  |
| 8         | Guillaume Martin  | Cofidis             | + 15'33"  |
| 9         | Pello Bilbao      | Bahrain-Victorious  | + 16'04"  |
| 10        | Rigoberto Urán    | EF Education-Nippo  | + 18'34"  |
|           |                   |                     |           |
| 17        | Dylan Teuns       | Bahrain-Victorious  | + 51'40"  |

### Nevenklassementen
| Puntenklassement |                  |                       |        |
| Plaats           | Naam             | Ploeg                 | Punten |
| Groene trui      | Mark Cavendish   | Deceuninck–Quick-Step | 337    |
| 2                | Michael Matthews | Team BikeExchange     | 291    |
| 3                | Sonny Colbrelli  | Bahrain-Victorious    | 227    |
|                  |                  |                       |        |
| 4                | Jasper Philipsen | Alpecin-Fenix         | 216    |
| 18               | Bauke Mollema    | Trek-Segafredo        | 76     |

| Bergklassement |                  |                    |        |
| Plaats         | Naam             | Ploeg              | Punten |
| Bolletjestrui  | Tadej Pogačar    | UAE Team Emirates  | 107    |
| 2              | Wout Poels       | Bahrain-Victorious | 88     |
| 3              | Jonas Vingegaard | Team Jumbo-Visma   | 82     |
|                |                  |                    |        |
| 4              | Wout van Aert    | Team Jumbo-Visma   | 68     |

| Jongerenklassement |                  |                   |            |
| Plaats             | Naam             | Ploeg             | Tijd       |
| Witte trui         | Tadej Pogačar    | UAE Team Emirates | 82u56'36"  |
| 2                  | Jonas Vingegaard | Team Jumbo-Visma  | + 5'20"    |
| 3                  | David Gaudu      | Groupama-FDJ      | + 21'50"   |
|                    |                  |                   |            |
| 10                 | Brent Van Moer   | Lotto Soudal      | + 2u43'49" |
| 23                 | Ide Schelling    | BORA-hansgrohe    | + 3u51'16" |

| Ploegenklassement |                       |            |
| Plaats            | Ploeg                 | Tijd       |
|                   | Bahrain-Victorious    | 249u16'47" |
| 2                 | EF Education-Nippo    | + 19'12"   |
| 3                 | Team Jumbo-Visma      | + 1u11'35" |
|                   |                       |            |
| 11                | Deceuninck–Quick-Step | + 3u36'47" |

1e etappe ·
2e etappe ·
3e etappe ·
4e etappe ·
5e etappe ·
6e etappe ·
7e etappe ·
8e etappe ·
9e etappe ·
10e etappe ·
11e etappe ·
12e etappe ·
13e etappe ·
14e etappe ·
15e etappe ·
16e etappe ·
17e etappe ·
18e etappe ·
19e etappe ·
20e etappe ·
21e etappe
Startlijst · Eindstanden · Afbeeldingen
 winnaars gele trui · 
 puntenklassement · 
 bergklassement · 
 jongerenklassement · 
 tussensprintklassement · 
 combinatieklassement · 
 ploegenklassement · 
 strijdlust · 
rode lantaarn
records · meeste deelnames · ranglijst etappewinnaars · bekende beklimmingen · valpartijen · dopinggevallen · Grand Départ · Souvenir Henri Desgrange
1903 · 
1904 · 
1905 · 
1906 · 
1907 · 
1908 · 
1909 · 
1910 · 
1911 · 
1912 · 
1913 · 
1914 ·
1915 ·
1916 ·
1917 ·
1918 · 
1919 · 
1920 · 
1921 · 
1922 · 
1923 · 
1924 · 
1925 · 
1926 · 
1927 · 
1928 · 
1929 · 
1930 · 
1931 · 
1932 · 
1933 · 
1934 · 
1935 · 
1936 · 
1937 · 
1938 · 
1939 · 
1940 ·
1941 ·
1942 ·
1943 ·
1944 ·
1945 ·
1946 ·
1947 · 
1948 · 
1949 · 
1950 · 
1951 · 
1952 · 
1953 · 
1954 · 
1955 · 
1956 · 
1957 · 
1958 · 
1959 · 
1960 · 
1961 · 
1962 · 
1963 · 
1964 · 
1965 · 
1966 · 
1967 · 
1968 · 
1969 · 
1970 · 
1971 · 
1972 · 
1973 · 
1974 · 
1975 · 
1976 · 
1977 · 
1978 · 
1979 · 
1980 · 
1981 · 
1982 · 
1983 · 
1984 · 
1985 · 
1986 · 
1987 · 
1988 · 
1989 · 
1990 · 
1991 · 
1992 · 
1993 · 
1994 · 
1995 · 
1996 · 
1997 · 
1998 · 
1999 · 
2000 · 
2001 · 
2002 · 
2003 · 
2004 · 
2005 · 
2006 · 
2007 · 
2008 · 
2009 · 
2010 · 
2011 · 
2012 · 
2013 · 
2014 · 
2015 · 
2016 · 
2017 · 
2018 · 
2019 ·
2020 · 
2021 · 
2022 · 
2023 · 
2024 · 
2025
Ronde van de Verenigde Arabische Emiraten ·
Omloop Het Nieuwsblad ·
Strade Bianche ·
Parijs-Nice · 
Tirreno-Adriatico · 
Milaan-San Remo ·
Ronde van Catalonië ·
Driedaagse Brugge-De Panne ·
E3 Saxo Bank Classic ·
Gent-Wevelgem ·
Dwars door Vlaanderen ·
Ronde van Vlaanderen ·
Ronde van het Baskenland ·
Amstel Gold Race ·
Waalse Pijl ·
Luik-Bastenaken-Luik ·
Ronde van Romandië ·
Ronde van Italië ·
Critérium du Dauphiné ·
Ronde van Zwitserland ·
Ronde van Frankrijk ·
Clásica San Sebastián ·
Ronde van Polen ·
Bretagne Classic ·
Benelux Tour ·
Ronde van Spanje ·
Eschborn-Frankfurt ·
Parijs-Roubaix ·
Ronde van Lombardije
Afgelaste wedstrijden: Tour Down Under · Great Ocean Road Race · EuroEyes Cyclassics · GP van Quebec · GP van Montreal · Ronde van Guangxi